# 薬祖神祠
薬祖神祠（やくそじんし）は、京都市中京区東玉屋町にある神社。
江戸時代後期に「薬師講」として神農を祀ったのが由来とされる。蛤御門の変で二条の薬業街が焼失。明治39年に現地に遷座。

## 祭神
薬祖神祠では、神農・大己貴神・少彦名神・ヒポクラテスの4柱を医薬の神である薬祖神として祀っている。
元来は神農・大己貴神・少彦名神のみを祀っていたが、明治13年（1880年）に祠を移設した当時、欧州からも薬を輸入するようになっていた事情を踏まえ、「西洋の神も必要である」という判断から、西洋医学の祖であるヒポクラテスが合祀された。